# La Glanerie
La Glanerie is een dorp in de Belgische provincie Henegouwen en een deelgemeente van Rumes. Het dorp ligt tegen de grens met Frankrijk. De bebouwing loopt naar het zuiden toe over in die van het Franse dorpje Mouchin.

## Geschiedenis
La Glanerie was vroeger een gehucht van Rumes, tot het in 1887 werd afgesplitst als zelfstandige gemeente.
Bij de gemeentelijke fusies van 1977 werd La Glanerie een deelgemeente van Rumes.

## Bezienswaardigheden
- De Sint-Jozefkerk (Église Saint-Joseph) werd gebouwd in 1865-1866 maar in 1961 werd de kerk getroffen door brand. In 1967 werd hij herbouwd waarbij de toren en het portaal van de voorgaande kerk behouden bleven.

## Natuur en landschap
De hoogte aan de kerk bedraagt 42 meter. Ten oosten van de kom liggen enkele bossen. De Elnon vormt het grensriviertje met Frankrijk.

## Demografische ontwikkeling
- Bronnen:NIS, Opm:1831 tot en met 1970=volkstellingen

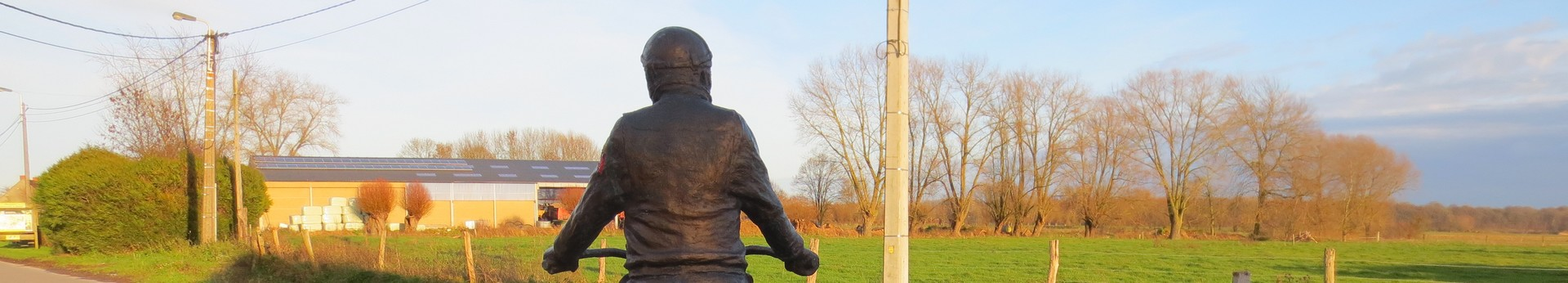
Panoramafoto van La Glanerie

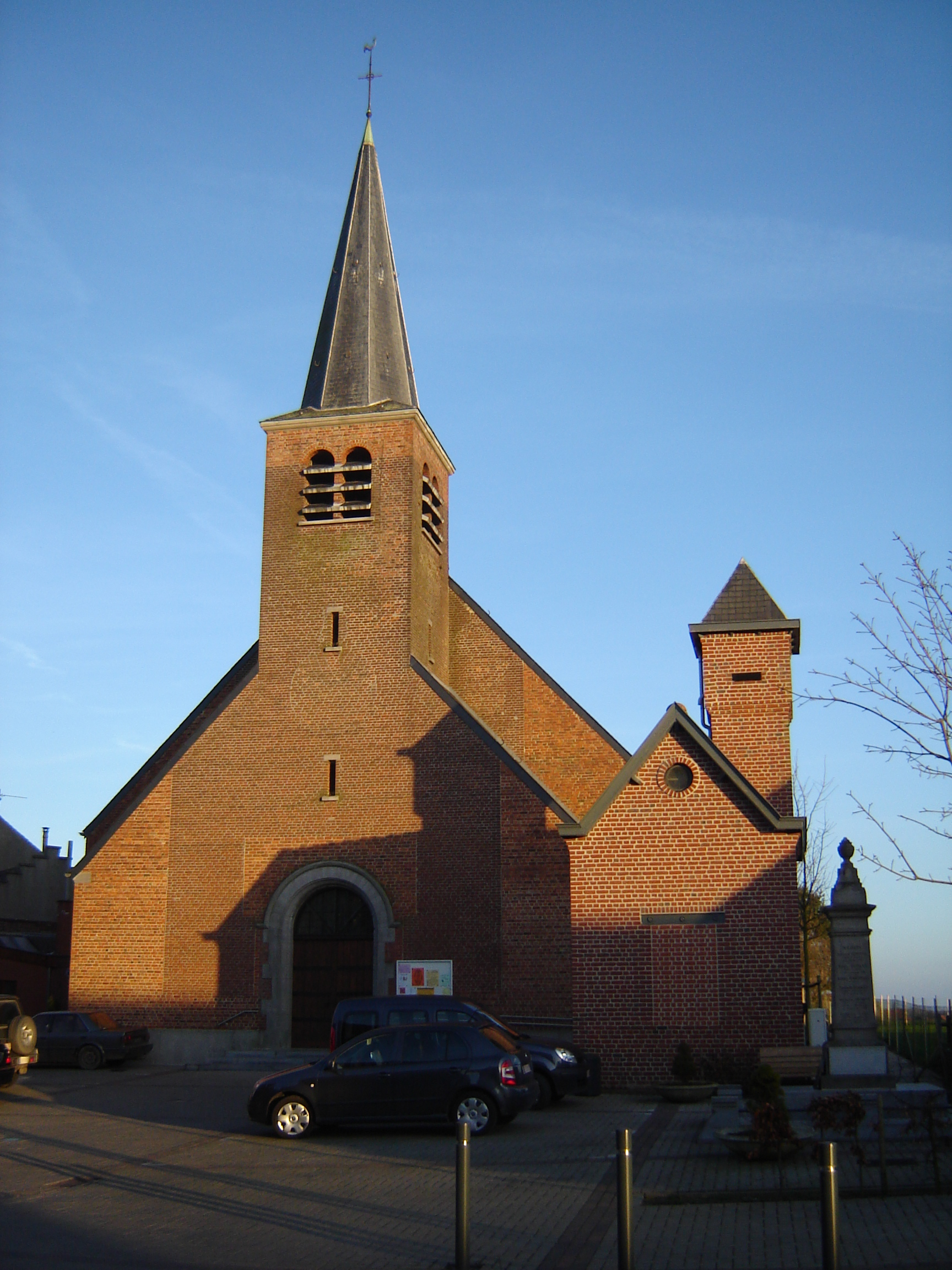
Eglise Saint-Joseph

## Nabijgelegen kernen
Mouchin, Howardries, Rumes, Orchies, Genech
Deelgemeenten: La Glanerie · Rumes · Taintignies

Belgische gemeenten · Arrondissement Doornik-Moeskroen · Henegouwen · Wallonië